# R.U.T.A.
R.U.T.A. (skrót od Ruch Utopii, Transcendencji, Anarchii lub Reakcyjna Unia Terrorystyczno Artystowska) – polski projekt muzyczny, którego pomysłodawcą i animatorem był Maciej Szajkowski znany z występów w grupie Kapela ze Wsi Warszawa. Nagrania formacji R.U.T.A. oscylują na pograniczu gatunków folk i hardcore punk. W swojej twórczości R.U.T.A. łączy historyczne pieśni chłopskie z Polski, Ukrainy i Białorusi oraz tradycyjne instrumentarium folklorowe z elementami muzyki punk.
W 2011 roku album Gore – Pieśni buntu i niedoli XVI-XX wieku został wyróżniony w plebiscycie Wirtualne Gęśle na najlepszą polską płytę folkową.
W lipcu 2012 roku, w związku z powstaniem zespołu Pochwalone, zespół opuściła część dotychczasowego składu.
W 2012 roku został nakręcony film dokumentalny pt.: Pieśń Buntu w reżyserii Pawła Narożnika o zespole R.U.T.A z wykorzystaniem utworów i wywiadów z członkami zespołu.

## Członkowie
- Guma Kanonier (Paweł Gumola) – gardło (skład koncertowy)
- Robal (Robert Matera) – bas, gardło (skład koncertowy)
- Ronin (Kamil Rogiński) – kapelmistrz, saz, kosmolinth, bęben szamański, djembe, funty, gardło (skład koncertowy)
- Apostazja Nahajkowiczówna (Nasta Niakrasava) – gardło (skład koncertowy)
- Barnaba Świątek (Sylwia Świątkowska) – skrzypce, fidel płocka
- Sroka (Agnieszka Sroczyńska) – viola d'amore, gardło (skład koncertowy)
- Harry Pohybel Watażka (Tomasz Waldowski) – baraban, werbel, blachy
- Banita Madej (Konrad Rogiński) – klarnet basowy, saksofony (skład koncertowy)
- Boruta (Łukasz Borowiecki) – kontrabas
- Szaja Bisurman (Maciej Szajkowski) – buzdygan, bęben obręczowy, blachy, instrumenty perkusyjne, gardło (skład koncertowy)
- Szelma (Michał Stawarz) – baraban w odwodzie (skład koncertowy)
- Rolf – bas w odwodzie
- Ihar Niafarmalny (Igor Znyk) – ekonom, karbowy, planowy[3]
- Matacz Dewot (Mateusz Dobrowolski) – skryba
- Waleriusz Publikata (Jacek Podsiadło) – kierownik literacki (płyta „Na uschod. Wolność albo śmierć”)

### Byli członkowie
- Nika – wokal (płyta Gore – Pieśni buntu i niedoli XVI – XX wieku)
- Nyga Jakubek (Anna Mamińska) – fidel płocka, suka biłgorajska, wokal
- Infamia Kosa (Jolanta Kossakowska) – skrzypce, wokal
- Raban Orda Ordyniec (Rafał Osmolak) – saz, wokal

## Dyskografia
| Rok  | Tytuł                                                                                      | Pozycja na liście |
| Rok  | Tytuł                                                                                      | POL               |
| ---- | ------------------------------------------------------------------------------------------ | ----------------- |
| 2011 | Gore – Pieśni buntu i niedoli XVI–XX wieku - Data: 5 marca 2011 - Wydawca: Karrot Kommando | 32                |
| 2012 | Na Uschod. Wolność albo śmierć - Data: 11 sierpnia 2012 - Wydawca: Karrot Kommando         | 19                |
| 2013 | 400 lat (wraz z Paprika Korps) - Data: 19 października 2013 - Wydawca: Karrot Kommando     | -                 |